# Escuelas Públicas de Minneapolis

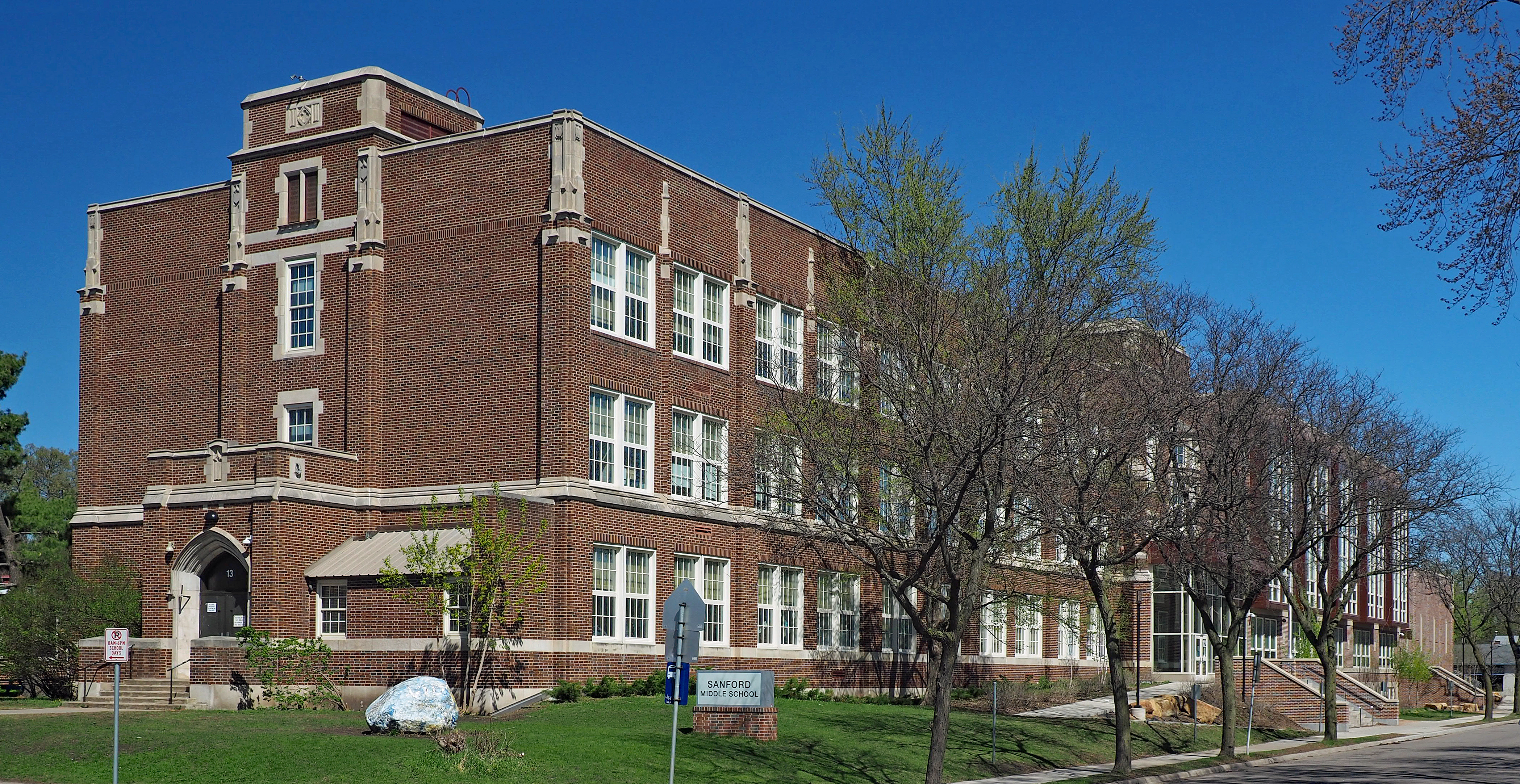
Escuela Secundaria Sanford, Minneapolis

Escuelas Públicas de Minneapolis (Minneapolis Public Schools, MPS en inglés) es el nombre dado al  distrito escolar en Minnesota, Estados Unidos. El distrito agrupa a escuelas  del estado y su sede se encuentra en la Ciudad de Minneapolis. El distrito tiene la comunicación en inglés, español, hmong y somalí. Los estudiantes de MPS hablan 90 idiomas.

## Escuelas
Las escuelas que forman parte del distrito escolar son:

### Escuelas secundarias
- Edison High School
- North Community High School
- Patrick Henry High School
- Roosevelt High School
- South High School
- Southwest High School
- Washburn High School